# Актогайски район (Павлодарска област)
Актогайски район (на казахски: Ақтоғай ауданы) е съставна част на Павлодарска област, Казахстан, с обща площ 9769 км2 и население 12 295 души (по приблизителна оценка към 1 януари 2020 г.).
Административен център е град Актогай.